# 太尉
太尉（たいい）は、古代中国にあった官職である。今風に言えば、軍事担当宰相であり、防衛大臣、国防長官、国防大臣などに相当する。主に文官が任命された。
秦及び前漢では三公の一つとして重要な役職であったが、『史記』や『漢書』を見る限りでは、丞相や御史大夫と違い、常設されなかったようである。他の三公同様、自らの府を開いて（開府）属官を任命することが許されていた。
前漢の武帝の建元2年（紀元前139年）に廃止された。『漢書』百官公卿表上によれば、その後は大司馬を冠した将軍が太尉に相当したようである。また、『漢書』黄覇伝によれば、太尉を廃止した後、武を休め文を興すためにその職務は丞相が兼ねるようにした、とされている。
後漢の光武帝の建武27年（51年）、大司馬が太尉と改称され、太尉は再び三公の一つとなった。三国時代の魏もこれを継承し、賈詡・鍾繇らが就任した。